# Ketotifene
Il ketotifene è un farmaco antistaminico di seconda generazione, antagonista non competitivo dei recettori H1 dell'istamina. Il farmaco si trova in commercio come un sale dell'acido fumarico, ketotifene fumarato, ed è disponibile sia nella forma di soluzione oftalmica allo 0,025% e allo 0,05%, sia di compresse da 2 mg. Ketotifene è venduto in Italia dalla società farmaceutica Thèa Farma con il nome di Zaditen (0,025%) e dalla Visufarma con il farmaco Eustamyl (flaconcini monodose allo 0,05%). Poiché il brevetto è scaduto diverse società farmaceutiche commercializzano la molecola come medicinale equivalente.

## Farmacodinamica
Ketotifene è un antistaminico ad azione inibitoria non competitiva sui recettori istaminici H1. Il farmaco ha anche un'attività stabilizzante sui mastociti, ostacolandone la liberazione di istamina, con un effetto simile a quello dei cromoni. Possiede inoltre attività antileucotrienica funzionale e di inibizione della liberazione di mediatori chimici da parte delle mastcellule coinvolte nelle reazioni di ipersensibilità, di riduzione dell'attivazione degli eosinofili e del loro flusso verso la sede dell'infiammazione. Infine il farmaco possiede un'attività inibitoria sulle fosfodiesterasi (effetto simile a quello della teofillina).

## Farmacocinetica
Dopo la somministrazione orale ketotifene è assorbito dal tratto gastrointestinale in modo pressoché completo. Il farmaco subisce però un importante effetto di primo passaggio epatico, che ne limita la biodisponibilità a circa il 50%. La biodisponibilità non sembra essere influenzata dalla concomitante assunzione di cibo. Nell'adulto la concentrazione plasmatica massima (Cmax) del farmaco viene raggiunta tra le 2 e le 4 ore. Nel bambino il picco di massima concentrazione è anticipato tra 1 e 2 ore. Il farmaco si lega alle proteine plasmatiche nella misura del 75%. L'eliminazione del ketotifene appare bifasica: l'emivita breve è di circa 3-5 ore, quella prolungata di circa 21 ore. Il metabolismo di ketotifene avviene nel fegato con processi di glucoronoconiugazione e di demetilazione che danno luogo, rispettivamente, a ketotifene-N-glucuronide, inattivo, e nor-ketotifene, il metabolita attivo. Il 60-70% della dose somministrata è eliminato per via urinaria, prevalentemente sotto forma di metaboliti inattivi, nel giro di 48 ore. Una quota variabile dal 30 al 40% della dose viene invece eliminata con le feci.

## Usi clinici
Ketotifene è utilizzato nel trattamento della rinite allergica, della febbre da fieno, dell'asma allergico, dell'orticaria cronica idiopatica, di diverse tipologie di allergie cutanee che causano prurito come ad esempio la dermatite atopica o le punture di insetto. Nella forma di collirio l'uso è riservato al trattamento della congiuntivite allergica.
Ketotifene trova anche impiego nella profilassi dell'asma.

## Effetti collaterali e indesiderati
In corso di trattamento sono state segnalate sedazione e eccessiva sonnolenza diurna, sia pure in misura minore rispetto agli antistaminici di prima generazione e particolarmente all'inizio del trattamento. Cefalea, vertigini, nausea, vomito, dispepsia, epigastralgia, secchezza delle fauci, aumento dell'appetito e aumento ponderale sono altri effetti indesiderati relativamente comuni.

## Controindicazioni
Il farmaco è controindicato nei soggetti con ipersensibilità nota al principio attivo. Ne deve essere evitato l'uso anche in pazienti in trattamento con antidiabetici orali, in caso di epilessia e nelle donne che allattano al seno.

## Dosi terapeutiche
Il dosaggio usuale negli adulti equivale a 2 mg di ketotifene (1 compressa contenente ketotifene fumarato acido 2,75 mg, pari a 2 mg di principio attivo) una volta al giorno, preferibilmente la sera. In alcuni soggetti il dosaggio può dover essere incrementato fino a 4 mg al dì, suddivisi in due somministrazioni, al mattino e alla sera. Nei bambini, oltre i 3 anni di età, il dosaggio equivale a quello degli adulti, cioè 2 mg una volta al giorno.

## Sovradosaggio
I sintomi principali includono marcata ESD e grave sedazione che possono evolvere fino al coma. In alcuni soggetti si manifestano disorientamento e confusione, ipereccitabilità, bradi o tachicardia, dispnea e nei casi più gravi depressione respiratoria. Sono possibili convulsioni, in particolare in età pediatrica.
Il trattamento include la lavanda gastrica mentre l'emesi potrebbe rivelarsi controproducente per il rischio di facilitare le convulsioni. Somministrare carbone attivo e attivare le normali misure di sostegno a respiro e attività cardiocircolatoria.

## Gravidanza e allattamento
Ketotifene attraversa la barriera placentare ma gli studi sperimentali non hanno evidenziato effetti teratogeni. Tuttavia il farmaco può essere somministrato in gravidanza solo in caso di effettiva necessità.
Il farmaco, come altri antistaminici, viene secreto nel latte materno e pertanto le donne che allattano al seno non dovrebbero assumere ketotifene.